# Hallazgo del sepulcro del Apóstol Santiago
El primer texto que hace referencia a la predicación de Santiago el Mayor es el «Breviario de los Apóstoles», texto del siglo VI que cita un lugar denominado «Arca Marmárica» como su lugar de descanso definitivo.  San Isidoro de Sevilla insistió en esta idea en su tratado «De ortu et obitu patrium». Siglo y medio después, en tiempos del rey Mauregato, fue compuesto el himno «O Dei Verbum» en el que se calificaba al apóstol de «áurea cabeza de España, nuestro protector y patrono nacional» empleando para ello los siguientes términos:

«Oh, verdaderamente digno y más Santo Apóstol que refulge como áurea cabeza de España, nuestro protector y patrono nacional, evitando la peste, sé del cielo salvación, aleja toda enfermedad, calamidad y crimen. Muéstrate piadoso, protegiendo al rebaño a ti encomendado, sé manso pastor para el rey, el clero y el pueblo, que con tu ayuda disfrutemos de los gozos de lo alto, que nos revistamos de la gloria del reino conquistado, que por ti nos libremos del infierno eterno».

El nombre del  apóstol Santiago apareció por vez primera en el «Breviario de los Apóstoles», que situaba en Hispania y en lugares occidentales la predicación del Apóstol y ubicaba el enterramiento de Santiago en Arca Marmórica. Se sabe por «Los hechos de los Apóstoles» que Santiago murió en Jerusalén bajo el mandato de Herodes. Por lo tanto tuvo que existir una traslación del cuerpo. El obispo León contaba que se le presentaron cuatro discípulos de Santiago diciéndole que habían recogido el cuerpo del Apóstol y lo habían transportado en una nave y que llegaron a Bisria, confluencia del Ulla y Sar, en Galicia. En una carta, León exhortaba a la cristiandad a acudir allí y orar porque «Ciertamente allí yace oculto Santiago.» A partir de ahí se iniciaron estudios y trabajos dirigidos a descubrir el lugar exacto donde estaba enterrado el  Apóstol Santiago.

## Pasos hasta el hallazgo

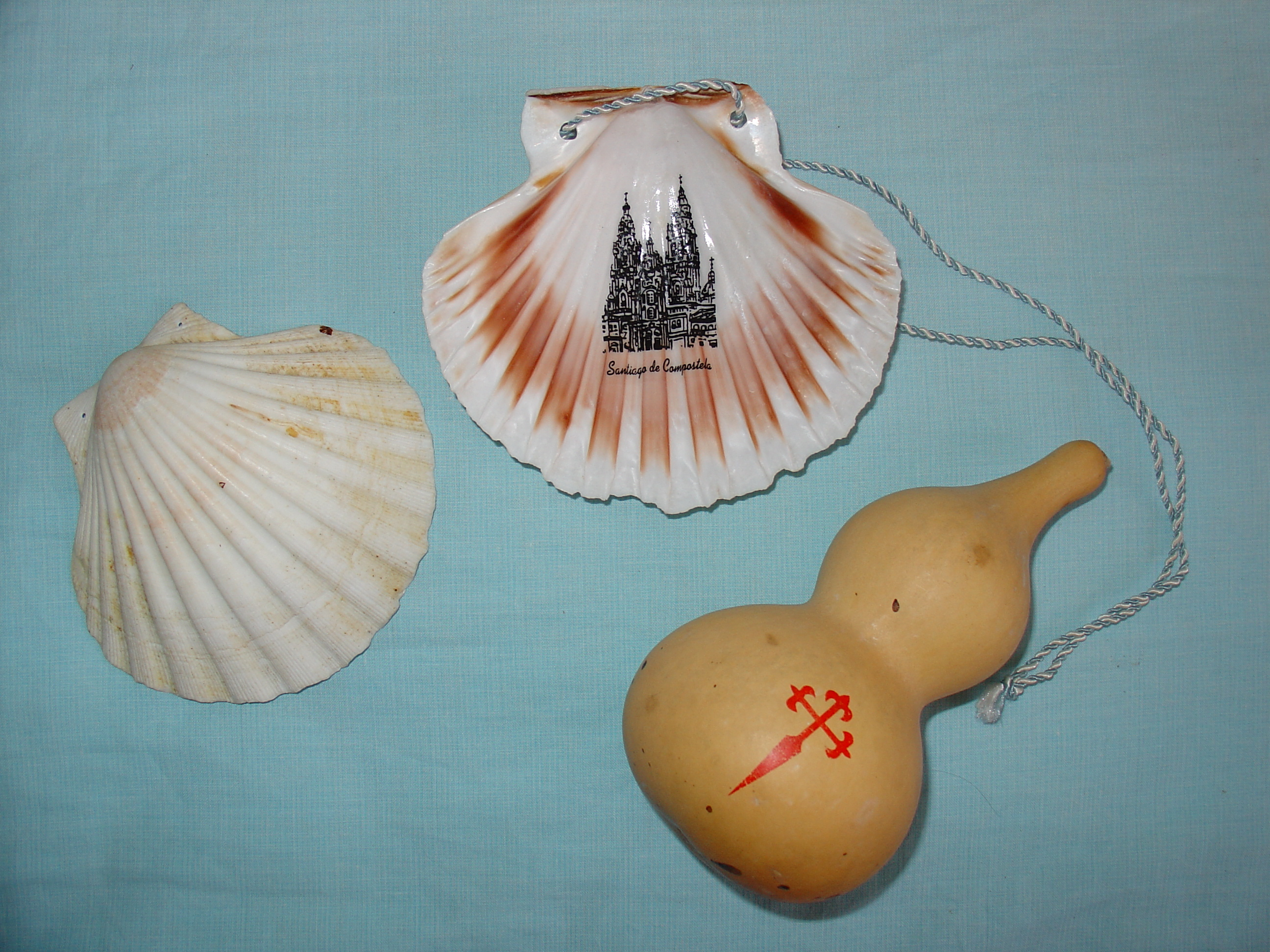
Los símbolos de los peregrinos son el bordón o bastón, la vieira y la calabaza para llevar el agua.

Se suceden una serie de hechos, descubrimientos e ideas sobre el  apóstol Santiago que focalizan la zona de apostolado, muerte y lugar de entierro de Santiago de este modo: Apareció su nombre por primera vez en el «Breviario de los Apóstoles», un texto latino redactado a finales del siglo VI, en época de la Hispania visigoda. Dicho Breviario consta de una serie de obras cuyas noticias tenían un gran  valor, sobre todo dos de ellas que eran novedosas para aquella época: En primer lugar situaba en Hispania y en lugares occidentales la predicación del Apóstol. En segundo lugar, ubica su lugar de enterramiento en un punto llamado «Arca Marmárica».
Posteriormente, en el siglo VII empezó a circular por Occidente la idea de una misión de Santiago en España. Esta idea se recogió en la Península por el tratado «De ortu et obitu Patrum», de  San Isidoro y en Inglaterra por el obispo Aldhelmo de Sherborne. Varios obispos españoles se negaban entonces a concederle ningún crédito a esa hipótesis pero al mismo tiempo se empezó a mencionar a Santiago en las listas de reliquias depositadas en las basílicas con motivo de la consagración de los altares. No ha sido posible hallar indicios históricos del lugar de procedencia de dichas reliquias, pero la inexistencia de un culto sepulcral conocido durante el siglo VII y el siglo VIII era la base del éxito de la tesis del descubrimiento milagroso del sepulcro en el siglo IX.
Mientras tanto, empezó un periodo convulso en la península ibérica ya que en el siglo VIII llegaron los musulmanes la a península y a Aquitania. El mundo cristiano temía la peligrosa influencia islámica y mientras en el sur de Al-Ándalus algunos eclesiásticos volvían la mirada a Roma, en el norte se apoyaban en el evangelizador Santiago. Carlomagno inició su campaña contra el Islam en el Valle del Ebro y de acuerdo con Adriano I envió a España al obispo Egila para iniciar una reforma de la iglesia peninsular como la que se estaba llevando a cabo en la Carolingia.
El beato de Liébana en los Comentarios al Apocalipsis volvió a lanzar la teoría de la predicación de Santiago en España, tomada del «Breviario de los Apóstoles». Diez años después, en 786 redactó la versión definitiva de los «Comentarios al Apocalipsis» para hacer frente a la crisis de la Iglesia de su tiempo y trataba de demostrar que se hallaba en posesión de la «traditio». Incorporó un  mapamundi en el que la cabeza del Apóstol Santiago aparecía en Hispania en la región denominada Gallaecia, dato que favorecía a la iglesia astur. Casi al mismo tiempo apareció en el reino astur  el himno litúrgico «O Dei Verbum» atribuido al beato de Liébana. En él se ruega a Santiago que proteja al rey, al clero y al pueblo. Se le invocaba como tutor de toda la sociedad cristiana del momento.

## El hallazgo
El Breviario de los Apóstoles ubicaba el enterramiento de Santiago en Arca. Pero se sabe por los Hechos de los Apóstoles que Santiago el Mayor murió en Jerusalén bajo el mandato de  Herodes. Por lo tanto tuvo que existir una traslación del cuerpo.
El primer texto que habla de ello es una epístola sin fechar que apareció en un momento oportuno. Se atribuye a León, obispo de Jerusalén, y se dirigía a francos, vándalos, visigodos y ostrogodos y, por tanto, se puede situar en torno al año 500. Se citan cuatro puntos geográficos de importancia:
- Iria-Padrón, sede episcopal
- Monte Sacro o Illicino
- Jerusalén, lugar de la muerte de Santiago
- Arcis Marmoricis, lugar del sepulcro.[5]

Contaba el obispo León en dicha epístola que durante la celebración de un sínodo se le presentaron cuatro de los siete discípulos de Santiago. Habían recogido el cadáver del apóstol y lo habían transportado en una nave guiada por la mano de Dios. Llegaron a Bisria, confluencia del río Ulla y el Sar, en Galicia; fueron siete días de navegación. En la última frase de la carta León exhortaba a la cristiandad a acudir allí y orar porque «Ciertamente allí yace oculto Santiago.»
Las noticias de la epístola de León pasaron en seguida a los martirologios que circulaban por todo occidente. En el siglo IX, en las anotaciones correspondientes al 25 de julio de año no conocido, se lee el párrafo siguiente: «Natividad de Santiago. Sus sagrados huesos, trasladados a España y sepultados en sus regiones occidentales, son objeto de una celebérrima veneración.»

## Desarrollo de la leyenda
Los detalles de la ubicación del cuerpo de Santiago vinieron después de conocida la existencia de la epístola de León. Se contaba que los discípulos sacaron el cuerpo de la barca y lo colocaron sobre una gran losa, que «con el peso y como si fuese cera derretida», se transformó en un sepulcro. Después de muchas dificultades pusieron el sarcófago en una carreta tirada por bueyes que se detuvieron en un lugar llamado Pico Sacro. Colocaron las reliquias en un arca de mármol, el «Arca Marmórica», y construyeron una pequeña iglesia.